# Illes del Rei Carles
Les illes del Rei Carles o Terra del Rei Carles (en noruec: Kong Karls Land) és un grup d'illes situat dins de l'arxipèlag de les Svalbard (Noruega), a l'oceà Àrtic. El grup d'illes abasta una superfície de 332 km² i està format per les illes de Kongsøya, Svenskøya, Abeløya, Helgolandøya i Tirpitzøya.
Les illes, que tenen la concentració més gran d'ossos polars de les Svalbard, formen part del Reserva natural del nord-est de Svalbard, juntament amb la Nordaustlandet i Kvitøya. Hi ha una prohibició de trànsit a les illes, que inclou les zones del mar fins a 500 metres de la costa i l'espai aeri fins a 500 metres sobre el mar.
Les illes del Rei Carles van ser descobertes per una expedició enviada per la Companyia de Moscòvia en 1617, probablement des d'un punt alt de l'illa de Barents. Van anomenar-les illes Wiche.

## Ecologia
L'os polar es troba en determinats moments de l'any a les illes del Rei Carles; aquest os s'alimenta de foques de Groenlàndia i foques ocel·lades. La subpoblació d'ossos polars que es troba aquí és un conjunt genèticament diferent dels ossos polars específicament relacionats amb la regió de la mar de Barents.